# Кушик Станіслав Володимирович
Кушик Станіслав Володимирович (нар. 06 травня 1957, м. Шепетівка, Хмельницька область) – майстер спорту СРСР з вільної боротьби, почесний майстер спорту з бойовому самбо, чотириразовий чемпіон світу по бойовому самбо серед майстрів, заслужений тренер України, суддя міжнародної категорії з бойового самбо , президент Федерації боротьби Кураш та виконавчий директор національної федерації боротьби Кураш. Президент федерації бойових єдиноборств м.Шепетівка

## Тренерська діяльність
Тренерською діяльністю займається з 1979 року. Заслужений тренер України по бойовому самбо, Почесний майстер спорту міжнародного класу по бойовому самбо, кращий тренер Європи 2012 року.  За свою тренерську діяльність виховав дванадцять чемпіонів світу, багато переможців та призерів всеукраїнських і міжнародних турнірів з вільної боротьби, боротьби кураш, бойовому самбо, М 1, ММА, ProFC.
Наразі продовжує свою тренерську діяльність виховуючи молодих спортсменів в м. Шепетівка. 

## Політична діяльність
Депутат Шепетівської міської ради трьох скликань.

## Східна медицина
Володіє техніками східної медицини. Кушик Станіслав Володимирович був знайомий з Амосовим Миколою Михайловичем відомим радянським та українським лікарем, який знайомився з технікою лікування Станіслава Володимировича.